# Saionji no Kishi
Saionji no Kishi (西園寺 禧子, 1303 – 19 novembre 1333) est une impératrice consort du Japon. Fille de Saionji Sanekane (西園寺実兼), elle est l'épouse de l'empereur Go-Daigo.  
Descendance :
- Princesse (1314–?), morte jeune
- Princesse impériale Kanshi (懽子内親王) (Senseimon-in, 宣政門院) (1315–1362), saiō au Ise-jingū; plus tard mariée à l'empereur Kōgon

## Source de la traduction
- (en) Cet article est partiellement ou en totalité issu de l’article de Wikipédia en anglais intitulé « Saionji no Kishi » (voir la liste des auteurs).